# Carolina Ponce
Carolina „Caro“ Ponce (* 15. Mai 2000 in Ensenada) ist eine argentinische Handballspielerin, die insbesondere in der Variante Beachhandball erfolgreich ist.

## Werdegang
Carolina Ponce lebt in ihrem Geburtsort Ensenada. Sie studiert an der Sozial- und Bildungswissenschaftliche Fakultät der Universidad Nacional de La Plata. Ponce spielt für den Universitätsverein Estudiantes de La Plata. Ihre Spielerpositionen sind der Rückraum Mitte sowie im Beachhandball die des Specialist.
Ponce ist Juniorennationalspielerin der argentinischen Handball-Nationalmannschaft. Bei den Panamerikanischen Juniorinnenmeisterschaften 2018 in Buenos Aires gewann sie nach Siegen gegen Uruguay, Peru und Paraguay sowie Niederlagen gegen Brasilien und Chile die Bronzemedaille.

## Beachhandball

### Nachwuchsbereich
Ponce gehörte auch im Beachhandball zunächst der Juniorennationalmannschaft Argentiniens an. Mit dieser nahm sie an den erstmals ausgetragenen Panamerikanischen Beachhandball-Juniorenmeisterschaften 2017 (U 17) teil und gewann mit ihrer Mannschaft den Titel. Es war zugleich die Qualifikation für die Beachhandball-Juniorenweltmeisterschaften 2017 in Flic-en-Flac auf Mauritius. Mit ihrer Mannschaft schlug sie dort in der Vorrunde Paraguay und Kroatien, unterlag jedoch Ungarn. In der Hauptrunde schlug Argentinien Taiwan, unterlag dann den Niederlanden. Als Hauptrundendritte zog sie mit Argentinien in die Viertelfinals ein, wo zunächst China besiegt wurde. Im Halbfinale unterlag man erneut den Niederlanden, im Spiel um den dritten Rang gelang ein Sieg über Portugal und damit der Gewinn der Bronzemedaille. Ein Jahr später waren die Olympischen Jugend-Sommerspiele 2018 in ihrer Heimat Buenos Aires der Saisonhöhepunkt. Beachhandball ersetzte erstmals Hallenhandball und war erstmals überhaupt olympisch. In der Vorrunde schlug man die Mannschaften aus der Türkei, aus Paraguay, Venezuela und Hongkong. Einzig das letzte Gruppenspiel, erneut gegen die Niederlande, ging verloren. Waren die Spiele in der Vorrunde immer eindeutige Angelegenheiten, wurden sie in der Hauptrunde enger, alle drei Spiele gingen ins Shootout. Nachdem man Kroatien geschlagen hatte, unterlag man dem Team aus Ungarn und gewann danach denkbar knapp gegen Taiwan. Gegen Kroatien wir sie mit zehn erzielten Punkten gemeinsam mit Caterina Benedetti erfolgreichste Scorerin. Als drittplatziertes Team der Hauptrunde traf man auf einen der beiden Angstgegner Ungarn. Obwohl die Ungarinnen in der Addition sogar einen Punkt mehr erzielt hatten, gewannen die Argentinierinnen ein hart umkämpftes Spiel glücklich im Shootout. Im Finale trafen die Argentinierinnen erneut auf Kroatien und besiegten diese mit 2-0 Sätzen. Ponce gewann somit mit Argentinien die erste olympische Goldmedaille im Beachhandball. Im Finale erzielte mit erneut zehn Punkten gemeinsam mit Gisella Bonomi die meisten Punkte. Insgesamt traf sie im Verlauf des Turniers in zehn Spielen zu 44 Punkten.

### Seniorinnenbereich

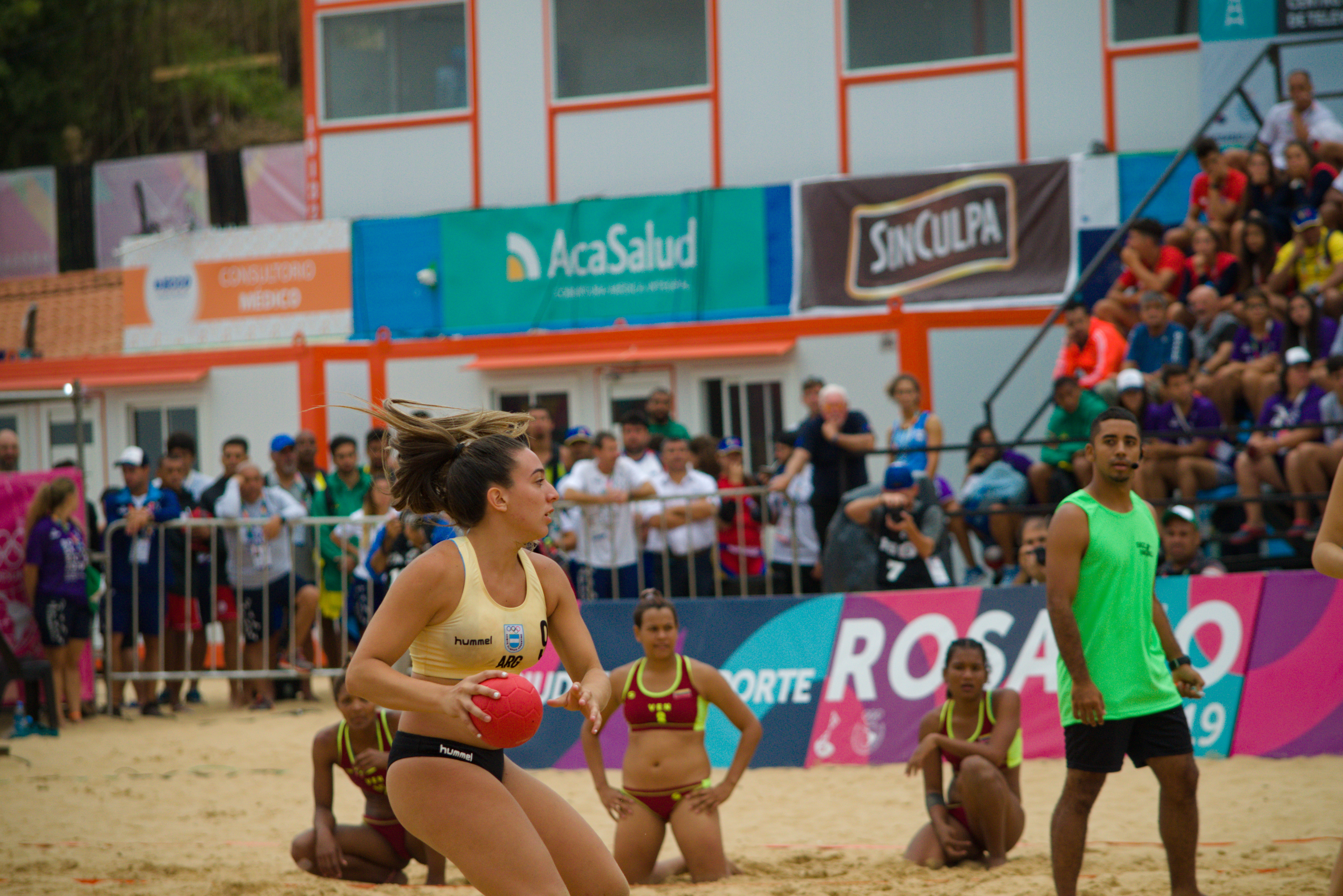
Ponce im Halbfinale gegen Venezuela der South American Beach Games 2019

Anschließend rückte Ponce gemeinsam mit ihren langjährigen Mitstreiterinnen in der Juniorinnen-Nationalmannschaft Caterina Benedetti, Zoe Turnes, Fiorella Corimberto und Gisella Bonomi in die Beachhandball-A-Nationalmannschaft Argentiniens auf. Erste internationale Meisterschaften wurden die South American Beach Games 2019 in Rosario. In der Vorrunde wurden Paraguay, Chile und Peru geschlagen und die Argentinierinnen gingen als Tabellenerste ins Halbfinale. Dort wurde Venezuela mit 2-0 besiegt. Im Finale traf man mit Brasilien auf eine der stärksten Mannschaften der Welt. Das Finale war hart umkämpft und ging bis in den Shootout. Es war ihr erster internationaler Titel bei den Frauen. Im weiteren Jahresverlauf gehörte Ponce dem aus 20 Spielerinnen umfassenden Kader für die Süd- und Mittelamerikanischen Beachhandballmeisterschaften 2019 in Maricá in Brasilien und die World Beach Games 2019 in Doha an, wurde aber aufgrund einer Verletzung, einem beim Training im CeNARD zugezogenen Kniescheibenbruch, nicht in die Kader berufen.

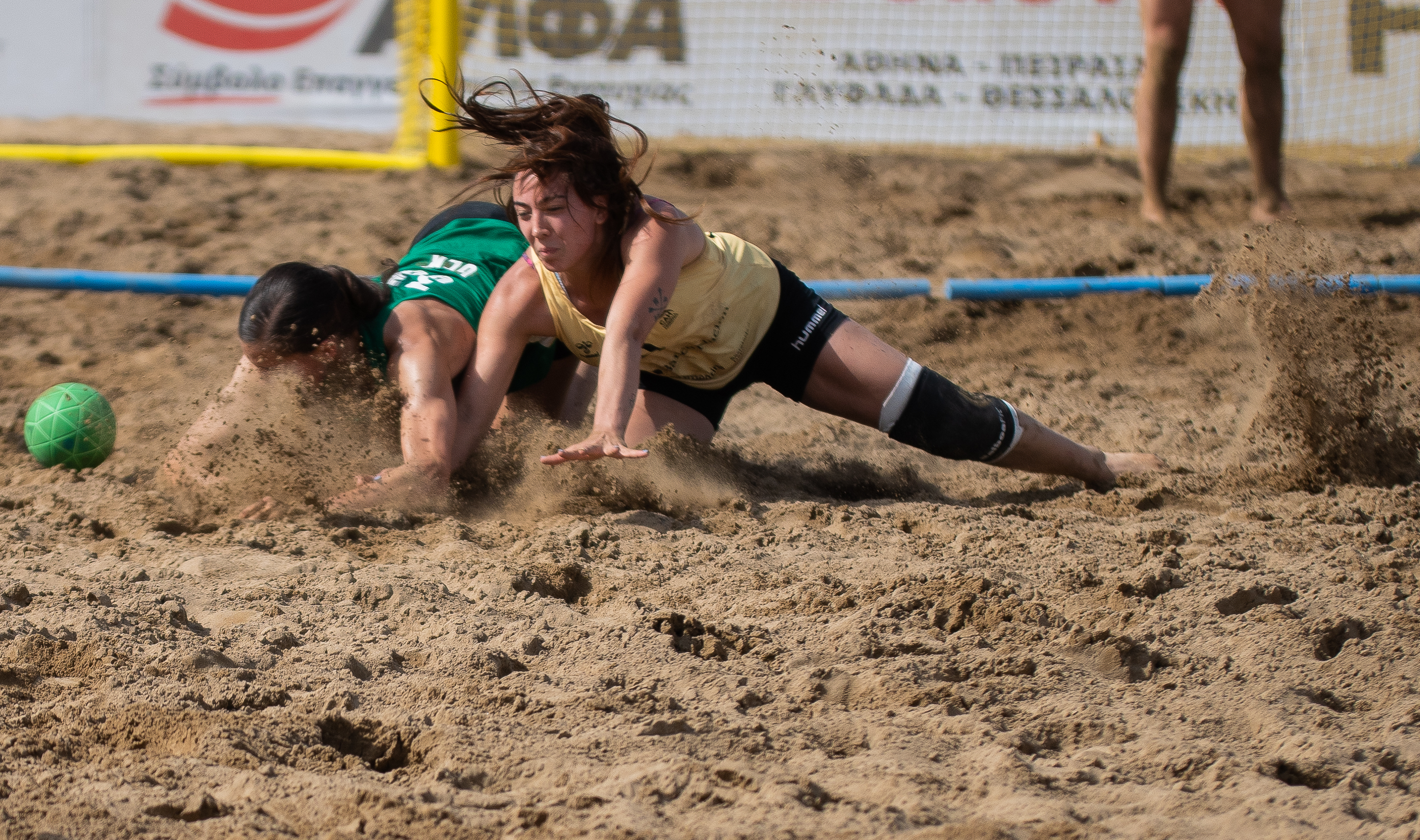
Ponce (rechts) kämpft mit Lucie-Marie Kretzschmar im Hauptrundenspiel der WM 2022 gegen den späteren Weltmeister Deutschland um den Ball

Auf die gelungene Qualifikation über die Süd- und Mittelamerikanischen Beachhandballmeisterschaften 2022, bei denen Ponce nicht zum Kader gehörte, folgten die Weltmeisterschaften 2022 auf Kreta, wo Argentinien Siebte wurde und sich die hohen Erwartungen nicht völlig erfüllten. Ponce wurde das erste Mal seit ihrer Verletzung 2019 in die Nationalmannschaft berufen, die Verletzung hatte sich als sehr langwierig erwiesen, 2021 kam eine weitere schwere Verletzung, der Riss der Bänder in der anderen Kniescheibe, hinzu. Das führte dazu, dass Ponce mehr als zwei Jahre mit dem Sport aussetzen musste. Weitaus besser lief es bei den World Games 2022 in Birmingham wenige Wochen später. Hier waren einzig Deutschland und Norwegen stärker, Ponce gewann die Bronzemedaille.
Anfang April 2025 gab Ponce bekannt, nach 10 Jahren in verschiedenen Auswahlmannschaften aus der Nationalmannschaft zurückzutreten.

### Vereinsebene
Im Februar 2019 gewann Ponce mit ihrer Mannschaft ACHA de Mar del Plata, zu der auch alle übrigen Goldmedaillengewinnerinnen der Olympischen Jugendspiele, Gisella Bonomi, Rosario Soto, Caterine Benedetti, Fiorella Corimberto, Lucila Balsas, Belén Aizen, Zoe Turnes und Jimena Riadigos gehörten, den Titel bei der erstmals ausgetragenen argentinischen Beachhandball-Sommertour. Trainiert wurden sie von ihrer Trainerin in den argentinischen U-Nationalmannschaften Leticia Brunati.
Gemeinsam mit ihrer Nationalmannschaftskollegin Rosario Soto wurde Ponce 2018 als Handballerin des Jahres von ihrem Verein mit der erstmals vergebenen „Löwin“ ausgezeichnet.

## Erfolge
| World Games - 2022: Beachhandball-Weltmeisterschaften - 2022: 7. South American Beach Games - 2019: | Olympische Jugendspiele - 2018: Beachhandball-Juniorenweltmeisterschaften - 2017: Panamerikanische Beachhandball-Juniorenmeisterschaften - 2017: | Panamerikanischen Handball-Juniorinnenmeisterschaften - 2018: Argentinische Beachhandball-Sommertour - 2019: |